# Ellinikón (ort i Grekland, Lakonien)
Ellinikón (Elliniko) är en ort i Grekland.   Den ligger i prefekturen Lakonien och regionen Peloponnesos, i den södra delen av landet, 170 km söder om huvudstaden Aten. Ellinikón ligger 329 meter över havet och antalet invånare är 117.
Terrängen runt Ellinikón är kuperad. Runt Ellinikón är det ganska glesbefolkat, med 29 invånare per kvadratkilometer. Närmaste större samhälle är Monemvasía, 10,5 km nordost om Ellinikón. 